# Mancha negra del talón
La mancha negra del talón (black heel) es una lesión benigna de esa parte del pie frecuente en adolescentes y jóvenes que practican deporte con frecuencia.
Se produce por el roce o microtraumatismos repetidos en una zona del talón ocasionados por la actividad física (a veces con acciones o movimientos repetidos) y el calzado usado. Tiene coloración marronácea o negra, y su importancia radica en distinguirla del melanoma verdadero. Suele ceder y desaparecer cuando cesa la actividad física o el uso del calzado causante.